# Eschata hainanensis
Eschata hainanensis là một loài bướm đêm trong họ Crambidae.